# Монументаль Давид Арельяно
Монументаль Давид Арельяно (исп. Estadio Monumental David Arellano) — футбольный стадион, расположенный в коммуне Макуль, на юго-востоке центра чилийской столицы Сантьяго. Он служит домашней ареной для футбольного клуба «Коло-Коло», также иногда в этом качестве он выступает и для других клубов и национальной футбольной сборной. В настоящее время вместительность стадиона составляет 47 000 зрителей. Он носит имя Давида Арельяно, легендарного основателя «Коло-Коло».
Первый раз стадион был открыт в 1975 году двумя футбольными матчами подряд, за которыми наблюдали 25 599 человек. В первой игре команды «Сантьяго Морнинг» и «Сантьяго Уондерерс» сыграли вничью 1-1, а затем в главном матче «Коло-Коло» обыграл «Депортес Авиасьон» со счётом 1-0, Карлос Орельяна забил единственный мяч. Однако стадион продемонстрировал свою непригодность для последующего использования, и в таком виде он принял у себя впоследствии лишь 5 матчей.
Свой нынешний вид «Монументаль Давид Арельяно» приобрёл в 1989 году, он был заново открыт в сентябре того года матчем между «Коло-Коло» и уругвайским «Пеньяролем», в котором хозяева одержали победу со счётом 2-1. Официальная вместимость стадиона в то время варьировалась от 62 500 до 65 000 зрителей. Рекорд посещаемости составил 69 305 человек и был отмечен в игре между «Коло-Коло» и «Универсидад де Чили» в 1992 году. Стадион также принимал у себя ответную встречу финала Кубка Либертадорес 1991 года, в котором «Коло-Коло» обыграл (3-0) парагвайскую «Олимпию» и выиграл Кубок Либертадорес, став первым и единственным на данный момент среди чилийских клубов обладателем этого трофея.
Инциденты, включая и с трагическим концом в 1993 году, стали причиной ряда его модернизаций, снизивших вместительность стадиона до нынешних 47 000 зрителей.
Стадион также арендуется клубом «Сантьяго Морнинг» и другими чилийскими командами для выступлений на международном уровне. На нём также проводит свои игры сборная Чили по футболу, когда Насиональ де Чили, главный футбольный стадион страны, не может быть использован.
Основным арендатором и собственником стадиона служит юридическое лицо Blanco y Negro, чьим крупным акционером является чилийский миллиардер и бывший президент страны Себастьян Пиньера.